# Viaplay Darts
Viaplay Darts is een dart- en praatprogramma op de streamingdienst Viaplay rondom toernooien van de Professional Darts Corporation. 
In Viaplay Darts discussiëren analytici en presentatoren over de live uitgezonden dartwedstrijden.  Het programma wordt gepresenteerd door Koert Westerman. De eerste uitzending was op 3 maart 2022 tijdens de Premier League. Sinds april 2022 neemt ook Bart Nolles de presentatie van het programma wel eens op zich.
Het commentaar bij de wedstrijden wordt verzorgd door verschillende commentatoren, waaronder Jacques Nieuwlaat, Frank Vischschraper en Guy Habets. De verslaggeving op locatie wordt gedaan door Arjan van der Giessen.

## Studio
Viaplay maakt gebruik van enkele studio's in het Studiocentrum – die worden beheerd door NEP The Netherlands – op het Media Park in Hilversum.

## Medewerkers

### Presentator
- Annemarie Fokkens  (2022-2023)
- Jacques Nieuwlaat  (2024-heden)
- Bart Nolles (2022–heden; tot 2023 als invaller)
- Koert Westerman (2022–heden)

### Analisten
- Devrim Aslan (2024)
- Raymond van Barneveld (2022–heden)
- Mike de Decker (2024-heden)
- Jules van Dongen (2022)
- Dirk van Duijvenbode (2023)
- Merel Ek (2024)
- Michael van Gerwen (2023-heden)
- Jerry Hendriks (2022–heden)
- Francis Hoenselaar (2022)
- Max Hopp (2022)
- Kim Huybrechts (2022)
- Danny Jansen (2022)
- Martijn Kleermaker (2022–heden)
- Maik Kuivenhoven (2022)
- Kees Kwakman (2023)
- Ron Meulenkamp (2022–heden)
- Geert Nentjes (2022)
- Jacques Nieuwlaat (2022–heden)
- Wessel Nijman (2023-heden)
- Milo ter Reegen (2024)
- Roland Scholten (2022)[2]
- Raemon Sluiter (2022)
- Co Stompé (2022–heden)
- Gian van Veen (2023-heden)
- Richard Veenstra (2024-heden)
- Ron Vlaar (2024)
- Vincent van der Voort (2022–heden)
- Wout Weghorst (2024)
- Niels Zonneveld (2022–heden)

### Commentatoren
- Teun de Boer (2022–2024)
- Guy Habets (2022–heden)
- Karin ten Kate (2022)
- Marco Meijer (2022–heden)
- Jacques Nieuwlaat (2022–heden)
- Niels de Ruiter (2022–heden)
- Co Stompé (2022-heden)
- Frank Vischschraper (2022–heden)
- Koert Westerman (2023, 2025)